# Hedwigia filiformis
Hedwigia filiformis är en bladmossart som beskrevs av Palisot de Beauvois 1805. Hedwigia filiformis ingår i släktet Hedwigia och familjen Hedwigiaceae. Inga underarter finns listade i Catalogue of Life.